# Garencières
Garencières ist eine Ortschaft und eine Commune déléguée in der französischen Gemeinde La Baronnie mit 647 Einwohnern (Stand 1. Januar 2022) im Süden des Départements Eure in der damaligen Region Haute-Normandie (seit 2016 Normandie).
Garencières wurde am 1. Januar 2016 mit Quessigny zu einer Commune nouvelle mit dem Namen La Baronnie zusammengeschlossen und verfügt seitdem über den Status einer Commune déléguée. Sie gehörte zum Arrondissement Évreux und zum Kanton Saint-André-de-l’Eure. 

## Geografie
Garencières liegt etwa 14 Kilometer südöstlich von Évreux. 
| Jahr      | 1793 | 1846 | 1881 | 1936 | 1962 | 1968 | 1975 | 1982 | 1990 | 1999 | 2006 | 2013 |
| --------- | ---- | ---- | ---- | ---- | ---- | ---- | ---- | ---- | ---- | ---- | ---- | ---- |
| Einwohner | 262  | 307  | 271  | 186  | 189  | 153  | 212  | 325  | 487  | 495  | 541  | 566  |

## Sehenswürdigkeiten

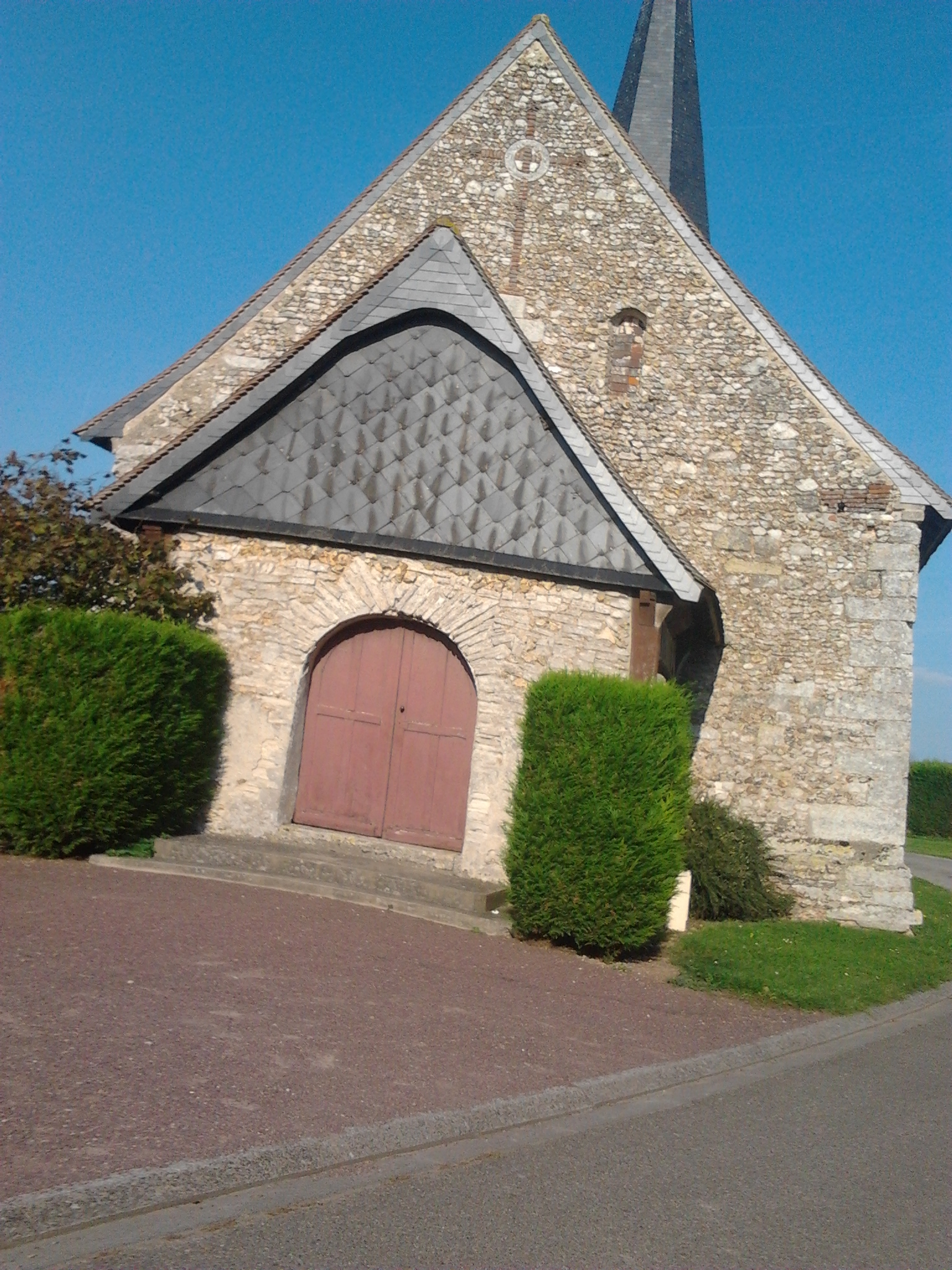
Kirche Saint-Arnoult

- Kirche Saint-Arnoult

## Persönlichkeiten
- Désiré-Magloire Bourneville (1840–1909), Neurologe